# سوزان أكين
سوزان أكين (بالإنجليزية: Susan Akin)‏ هي عارضة أمريكية، ولدت في 12 أغسطس 1965 في ميريديان في الولايات المتحدة.

## وصلات خارجية
- سوزان أكين على موقع IMDb (الإنجليزية)